# 和歌山県道196号たかの金屋線
和歌山県道196号たかの金屋線（わかやまけんどう196ごう たかのかなやせん）は、和歌山県日高郡みなべ町から有田郡有田川町に至る一般県道である。

## 概要
日高郡みなべ町高野から有田郡有田川町大字修理川に至る。
ほぼ全線にかけて道が狭い。本線に信号機が一つもなく、地元住民の生活道路の機能をしている。日高郡日高川町には2つの分断区間があり、ともに未開通である。

### 路線データ
- 起点：和歌山県日高郡みなべ町高野（和歌山県道197号滝切目停車場線交点）
- 終点：和歌山県有田郡有田川町大字修理川（国道424号交点）
- 実延長：23.1 km（分断区間を除く）
- 不通区間
  - 日高郡印南町大字川又 - 日高郡日高川町大字田尻
  - 日高郡日高川町大字高津尾川 - 有田郡有田川町大字修理川（終点）

## 路線状況
迂回できる道がなく、遠回りしなければならない道である。

### 重複区間
- 国道425号（日高郡印南町大字大字上洞 - 日高郡印南町大字川又）
- 和歌山県道25号御坊中津線（日高郡日高川町大字田尻 - 日高郡日高川町大字老星）
- 和歌山県道26号御坊美山線（日高郡日高川町大字高津尾）

### 道路施設

#### 橋梁
- 坂野川橋（日高川、日高郡日高川町）

## 地理

### 通過する自治体
- 和歌山県
  - 日高郡みなべ町 - 日高郡印南町 - 日高郡日高川町 - 有田郡有田川町

### 交差する道路
| 交差する道路                          | 市町村名 | 市町村名 | 交差する場所 | 交差する場所 |
| ------------------------------------- | -------- | -------- | ------------ | ------------ |
| 和歌山県道197号滝切目停車場線         | 日高郡   | みなべ町 | 高野         | 起点         |
| 国道425号 重複区間起点                | 日高郡   | 印南町   | 大字上洞     |              |
| 国道425号 重複区間終点                | 日高郡   | 印南町   | 大字川又     |              |
| 和歌山県道25号御坊中津線 重複区間起点 | 日高郡   | 日高川町 | 大字田尻     |              |
| 和歌山県道25号御坊中津線 重複区間終点 | 日高郡   | 日高川町 | 大字老星     |              |
| 和歌山県道26号御坊美山線 重複区間起点 | 日高郡   | 日高川町 | 大字高津尾   |              |
| 和歌山県道26号御坊美山線 重複区間終点 | 日高郡   | 日高川町 | 大字高津尾   |              |
| 国道424号                             | 有田郡   | 有田川町 | 大字修理川   | 終点         |

### 沿線
- 真妻郵便局
- 川中郵便局
- 日高川町立中津中学校
- 日高川

### 峠
- 左田峠（日高郡みなべ町 - 日高郡印南町）